# Птицы Волгоградской области (Пеликанообразные)

## Отряд Веслоногие, илиПеликанообразные—Pelecaniformes
| Семейство Баклановые — Phalacrocoracidae |                                         |                                                            |
| Род Бакланы (Phalacrocorax)              |                                         |                                                            |
|                                          | Большой баклан — Phalacrocorax carbo    | Обычный гнездящийся вид. Многочислен на пролёте. .         |
|                                          | Малый баклан — Phalacrocorax pygmaeus   | Очень редко встречается на зимовке..                       |
| Семейство Пеликановые — Pelecanidae      |                                         |                                                            |
| Род Пеликаны (Pelecanus)                 |                                         |                                                            |
|                                          | Кудрявый пеликан — Pelecanus crispus    | Редкий залётный вид..                                      |
|                                          | Розовый пеликан — Pelecanus onocrotalus | Очень редкий вид. Случайные залёты на территорию региона.. |